# Ratković (Rekovac)
Ratković es un pueblo ubicado en la municipalidad de Rekovac, en el distrito de Pomoravlje, Serbia.

## Superficie
Posee una superficie de 16,18 kilómetros cuadrados.

## Demografía
Hasta 2011 la población era de 352 habitantes, con una densidad de población de 21,75 habitantes por kilómetro cuadrado.